# Vincent Van Hemelen
Vincent Van Hemelen (Herentals, 2 novembre 2000) è un ciclista su strada belga che corre per il Team Flanders-Baloise.

## Palmarès
- 2022 (Lotto Soudal U23, una vittoria)

Coppa Zappi

### Altri successi
- 2021 (Urbano Cycling Team)

2ª tappa, 1ª semitappa Tour de Moselle (Yutz, cronosquadre)
- 2022 (Lotto Soudal U23)

Omloop der Zevenheuvelen
- 2023 (Team Flanders-Baloise)

Classifica scalatori Arctic Race of Norway

## Piazzamenti

### Classiche monumento
- Giro delle Fiandre

2025: 69º
- Liegi-Bastogne-Liegi

2023: ritirato
2024: ritirato